# Петро Іванович Монтигердович
Петро Іванович Монтигердович, на прізвисько Білий — литовський боярин, державний діяч, дипломат і урядник ВКЛ, маршалок Волинської землі та земський литовський, троцький воєвода.

## Біографія
Син Івана (Яна) та внук Петра Монтигердовичів.
Розпочав кар'єру за великого князя Казимира Ягелончика. 1480 року згаданий в джерелах як браславський староста, королівський маршалок. За дорученням великого князя отримав посади у Волинській землі: з грудня 1486 року став луцьким старостою, після смерті Олізара Шиловича — маршалком Волинської землі з березня 1487. 1489 року повернувся до Литви, певне 1490 як прихильник Казимира став троцьким воєводою та маршалком земським литовським, став 3-м за вагою членом Литовської ради.
За передсмертною волею Казимира Ягайловича як один зі свідків сприяв швидкому сходженню Олександра Ягелончика на престол. 26 липня 1492 мав промову під час інтронізації Олександра. Був першим послом ВКЛ до Москви 1493—94 з метою укладення миру та одруження великого князя з донькою Іоанна ІІІ Оленою, де мав успіх. У 1495—96 роках продовжив московську політику великого князя.
1492 р. став опікуном княжни Анни Федорівної Лоської — другої дружини його діда Петра, яка записала йому Лоськ. 1493 року Олександр Ягеллон підтвердив Петрові записаний братом Казимиром маєток Дусьмяни (Троцький повіт). Отримав також Несвіж, 3 дворища під Клеванем. Востаннє згаданий у відомих джерелах в грудні 1497 року.

### Сім'я
Дружина — Анна, донька смоленського намісника, потім троцького воєводи Івана В'язовича. Відомі діти:
- Іван — маршалок великого князя, загинув у битві над Ведрошею 14 липня 1500
- Софія[2] — дружина Станіслава Кішки, одідичила[3][4] маєтності батька